# Listă de citrice
Aceasta este o listă de citrice:
| Nume popular                                                 | Imagine              | Nume taxonomic/încrucișări                                   | Note |
| ------------------------------------------------------------ | -------------------- | ------------------------------------------------------------ | --- |
| Natsudaidais                                                 |                      | Citrus natsudaidai                                           | De culoare galben-portocalie, de mărimea grepfrutului și de formă oblată. Fructul conține 12 segmente și aproximativ 30 de semințe. |
| Chitră israeliană                                            |                      | Citrus medica                                                | Crescută în Israel și folosită pentru ritualuri evreiești. |
| Bergamote                                                    |                      | Citrus bergamia                                              | |
| Portocale amare/portocale acre                               |                      | Citrus × aurantium                                           | |
| Portocale roșii                                              |                      | Citrus × sinensis                                            | |
| Mâinile lui Buddha Degetele lui Buddha                       |                      | Citrus medica var. sarcodactylis                             | |
| Calamondin                                                   |                      | Citrus madurensis                                            | |
| Cam sành                                                     |                      | Citrus reticulata × maxima                                   | |
| Chitră Chitre                                                |                      | Citrus medica                                                | |
|                                                              |                      | Citrus subg. Papeda                                          | Acesta este subgenul Papeda al genului Citrus, nativ în Asia. Grupul Papeda include unele dintre cele mai tropicale și rezistente la îngheț plante de chitre. Sunt cultivate mult mai rar, dar pot fi totuși încrucișat cu alte specii. Acest grup conține aproximativ 15 specii. |
| Mandarine                                                    |                      | Citrus reticulata                                            | |
| Chitră corsicană                                             |                      |                                                              | |
| Limetă de deșert                                             |                      | Citrus glauca                                                | Găsită în pădurile tropicale joase și în zonele tropicale ale regiunilor Queensland și Noul Wales de Sud, Australia. Primii coloniști consumau fructul și păstrau copacii intact. Folosireile comerciale includ marmelade și gemuri și este exportat.                             |
| Chitră                                                       |                      | Citrus medica                                                | |
| Lămâia caviar                                                |                      | Citrus australasica                                          | Lămâia caviară a fost popularizată recent ca o mâncare gourmet. Cel mai probabil are cele mai multe variații de culoare din genul citrus. |
| Chitră florentină                                            | Citrus medica        |                                                              | |
| Grepfrut                                                     |                      | Citrus × paradisi                                            | |
| Chitră grecească                                             |                      | Citrus medica                                                | |
| Hyuganatsu                                                   |                      | Citrus tamurana                                              | |
| Iyokan Anadomikan                                            |                      | Citrus × iyo                                                 | |
| Kabosu                                                       |                      | Citrus sphaerocarpa                                          | |
| Kaffir lime                                                  |                      | Citrus hystrix                                               | |
| Limetă                                                       |                      | Citrus aurantiifolia                                         | |
| Tangor                                                       |                      | Citrus nobilis × Citrus deliciosa                            | |
| Kiyomi                                                       |                      | Citrus unshiu × Citrus sinensis                              | |
| Kumquat                                                      |                      | Citrus japonica                                              | |
| Lămâie                                                       |                      | Citrus limon                                                 | |
| Lime Lămâi verzi                                             |                      |                                                              | |
| Clementină                                                   |                      | Citrus clementina                                            | |
| Mangshanyegan                                                | Citrus mangshanensis |                                                              | |
| Lămâie Meyer                                                 |                      | Citrus × meyeri                                              | |
| Chitră marocană                                              |                      | Citrus medica                                                | |
| Chinote                                                      |                      | Citrus myrtifolia                                            | |
| Portocală Portocală dulce                                    |                      | Citrus × sinensis                                            | |
| Oroblanco Sweetie                                            |                      | Citrus grandis × C. Paradisi/Citrus maxima/Citrus grandis    | |
| Limetă persană Limetă tahitiană Limetă Bearss                |                      | Citrus × latifolia                                           | |
| Pomelo Pummelo Pommelo                                       |                      | Citrus maxima sau Citrus grandis                             | |
| Lămâie Ponderosa                                             |                      | Citrus limon × medica                                        | |
| Rangpur Lemandarin                                           |                      | Citrus × limonia                                             | |
| Limetă rotundă Limetă australiană Limetă australiană rotundă | Citrus australis     |                                                              | |
| Satsuma Mikan Tangerine                                      |                      | Citrus unshiu                                                | |
| Shangjuan Lămâie Ichang                                      |                      | Citrus ichangensis × C. maxima                               | |
| Shonan Gold                                                  |                      | Citrus flaviculpus hort. ex Tanaka (Ōgonkan) × Citrus unshiu | |
| Sudachi                                                      |                      | Citrus sudachi                                               | |
| Limete dulci Mosambi                                         |                      | Citrus limetta                                               | |
| Tangerine Taiwaneze                                          |                      | Citrus × depressa                                            | |
| Tangelolos                                                   |                      | C. reticulata × C. maxima or ×C. paradisi                    | |
| Tangerine mandarine de tipul „dancy                          |                      | Citrus tangerina                                             | |
| Tangor                                                       |                      | C. reticulata × C. sinensis C. nobilis                       | |
| Ugli                                                         |                      | Citrus reticulata × Citrus paradisi                          | |
| Yuzu                                                         |                      | Citrus ichangensis × C. reticulata                           | |

## Legături externe
- "The Citrus Family Tree", National Geographic